# Lista zabytków w Birżebbuġy
To jest lista zabytków w miejscowości Birżebbuġa na Malcie, które są umieszczone na liście National Inventory of the Cultural Property of the Maltese Islands.

## Lista
| Nazwa zabytku                               | Lokalizacja                                                        | Współrzędne                                   | Nr na liście NICPMI | Zdjęcie |
| ------------------------------------------- | ------------------------------------------------------------------ | --------------------------------------------- | ------------------- | ------- |
| Jaskinia Għar Dalam                         | Triq Għar Dalam                                                    | 35°50′09,6″N 14°31′38,6″E/35,836000 14,527389 | 00029               |         |
| Palm Lodge, Pegasus and Kalimera            | Ix-Xatt ta’ San Ġorġ                                               | 35°49′57,3″N 14°31′49,2″E/35,832583 14,530333 | 01166               |         |
| Bateria Ferretti                            | Triq il-Qajjenza                                                   | 35°49′57,0″N 14°32′02,3″E/35,832500 14,533972 | 1408                |         |
| Reduta św. Jerzego                          | Triq Għar Dalam / Triq Birzebbuga                                  | 35°49′51,9″N 14°31′50,0″E/35,831083 14,530556 | 1409                |         |
| Bateria Għzira                              | Triq il-Gżira / Dawret il-Qalb Mqaddsa                             | 35°49′36,1″N 14°31′58,4″E/35,826694 14,532889 | 1410                |         |
| Birżebbuġa Entrenchment                     | Triq San Patrizju                                                  | 35°49′13,7″N 14°31′47,6″E/35,820472 14,529889 | 1411                |         |
| Birżebbuġa Fougasse                         | Triq Alfonso Maria Galea                                           | 35°49′51,4″N 14°31′48,5″E/35,830944 14,530139 | 1436                |         |
| Kościół św. Jerzego                         | Triq Alfonso Maria Galea                                           | 35°49′52,2″N 14°31′49,4″E/35,831167 14,530389 | 1704                |         |
| Kapliczka Matki Bożej z Lourdes             | uliczka bez nazwy, boczna Triq Għar Dalam naprzeciw Triq iż-Żejtun | 35°49′56,1″N 14°31′44,7″E/35,832250 14,529083 | 1705                |         |
| Kaplica Niepokalanego Poczęcia              | Misraħ P.P. Saydon / Triq L-Immakulata Kunċizzjoni                 | 35°48′46,8″N 14°31′28,0″E/35,813000 14,524444 | 1706                |         |
| Nisza św. Józefa                            | Misraħ P.P. Saydon / 19 Triq L-Immakulata Kunċizzjoni              | 35°48′46,0″N 14°31′29,6″E/35,812778 14,524875 | 1707                |         |
| Nisza Niepokalanego Poczęcia                | 47 Triq L-Immakulata Kunċizzjoni                                   | 35°48′46,5″N 14°31′30,2″E/35,812931 14,525056 | 1708                |         |
| Nisza Madonny z Góry Karmel                 | 12 Triq L-Immakulata Kunċizzjoni                                   | 35°48′49,8″N 14°31′39,0″E/35,813833 14,527500 | 1709                |         |
| Kaplica Matki Bożej Wspomożycielki Wiernych | Triq iż-Żejtun                                                     | 35°49′57,6″N 14°31′50,4″E/35,832667 14,530667 | 1710                |         |
| Figura Madonny z Dzieciątkiem               | Triq iż-Żejtun                                                     | 35°49′57,6″N 14°31′50,0″E/35,832681 14,530556 | 1711                |         |
| Kościół Matki Boskiej Bolesnej              | Triq il-Knisja                                                     | 35°49′35,9″N 14°31′45,2″E/35,826639 14,529222 | 1712                |         |
| Kaplica Świętej Rodziny                     | 49 Triq iż-Żurrieq                                                 | 35°49′31,8″N 14°31′38,8″E/35,825500 14,527444 | 1713                |         |
| Kościół parafialny św. Piotra w Okowach     | Misraħ il-Knisja                                                   | 35°49′36,6″N 14°31′37,8″E/35,826833 14,527167 | 1714                |         |
| Nisza Madonny z Góry Karmel                 | Misraħ is-Summit / Triq San Filippu                                | 35°49′24,0″N 14°31′43,1″E/35,823333 14,528639 | 1715                |         |
| Nisza Matki Bożej Różańcowej                | 153 Triq Birżebbuġa                                                | 35°49′40,7″N 14°31′39,8″E/35,827972 14,527722 | 1716                |         |
| Nisza Matki Bożej Fatimskiej                | 102 Triq iż-Żurrieq                                                | 35°49′28,9″N 14°31′34,4″E/35,824681 14,526211 | 1717                |         |
| Nisza Matki Bożej Fatimskiej                | Triq tal-Ġebel, Ħal Far                                            | 35°49′18,1″N 14°30′49,9″E/35,821694 14,513861 | 1718                |         |
| Nisza Niepokalanego Poczęcia                | Triq tal-Ġebel, Ħal Far                                            | 35°49′15,4″N 14°30′37,7″E/35,820931 14,510458 | 1719                |         |
| Nisza Matki Bożej Fatimskiej.               | Triq San Patrizju                                                  | 35°49′16,5″N 14°31′46,2″E/35,821250 14,529500 | 1720                |         |
| Nisza Matki Boskiej Bolesnej                | 32 Triq il-Brolli                                                  | 35°49′40,8″N 14°31′36,7″E/35,828000 14,526847 | 1721                |         |